# Tomasa Cuevas
Tomasa Cuevas Gutiérrez (Brihuega, Guadalajara, 1917 - Barcelona, 25 de abril de 2007) fue una militante comunista y antifranquista española.

## Biografía
Trabajadora desde los nueve años, a los catorce ingresó en la Unión de Juventudes Comunistas de España. Al estallar la Guerra Civil, se incorporó a multitud de tareas en defensa de la Segunda República desde las filas de esa organización y después en el seno del Partido Comunista de España (PCE).
Detenida y encarcelada en mayo de 1939, fue condenada a treinta años de prisión de los que cumplió cinco años en varias cárceles de mujeres: Guadalajara, Durango, Santander, Amorebieta y Segovia.
Al salir en libertad, fue desterrada a Barcelona. Allí se incorporó al referente catalán del PCE, el Partit Socialista Unificat de Catalunya (PSUC), hasta que en 1945 fue detenida de nuevo y torturada por los hermanos Antonio y Vicente Juan Creix en la sede policial de la Vía Layetana, tras lo cual fue trasladada a la prisión de mujeres de Les Corts. Puesta en libertad condicional en 1946, se casó con su compañero, el conocido dirigente comunista Miguel Núñez González. Ambos trabajaron en la clandestinidad en Andalucía durante un tiempo. Al regresar a Barcelona, ante la posibilidad de ser detenida, el PSUC facilitó a Tomasa Cuevas la salida a Francia primero, y a Praga después.En 1969 regresó a Barcelona y a la actividad política contra la dictadura en el equipo central de propaganda del PSUC.
Fue miembro de la Asociación Catalana de Expresos Políticos. 
Falleció el 25 de abril de 2007 en Barcelona.

## Reconocimientos
- En 2004, la Generalidad de Cataluña le galardonó con el Premio Cruz de Sant Jordi.[5]
- En 2007 el gobierno de España le entregó la Medalla al Mérito en el Trabajo.[6]

En la recogida de ambos galardones reivindicó la memoria pública de todas las mujeres represaliadas.
- En Barcelona existe un Centro Cívico que lleva su nombre.[7]

## Memoria histórica
Se propuso escribir la memoria de las mujeres que sufrieron prisión y cárcel durante la dictadura franquista. Con el registro de multitud de testimonios escribió tres libros, como forma de mantener la memoria de aquellas mujeres y aquellos años. Los títulos de los libros son: Cárcel de mujeres (1939-1945); Cárcel de mujeres: Ventas, Segovia, Les Corts  y Mujeres de la resistencia. En 2004 fueron publicados juntos bajo el título: Testimonios de mujeres en las cárceles franquistas.
Los testimonios son numerosos: Manolita del Arco, Josefina Amalia Villa,  María Salvo, Petra Cuevas, Juana Doña,  Adelaida Abarca, Paz Azzati, Flor Cernuda, entre otros.

## Obras
- Cárcel de mujeres (1939-1945) (1985) Tomo 1
- Cárcel de mujeres (1985) Tomo 2
- Mujeres en la resistencia (1986) Tomo 3
- Testimonios de mujeres en las cárceles franquistas (2004)
- Ángeles Egido León (2011). Ciudadanas, militantes, feministas. Mujer y compromiso político en el siglo XX. Eneida. El precio de la militancia femenina: Acción política y represión, pp. 47-74.